# Islandia albo Krótkie opisanie wyspy Islandii

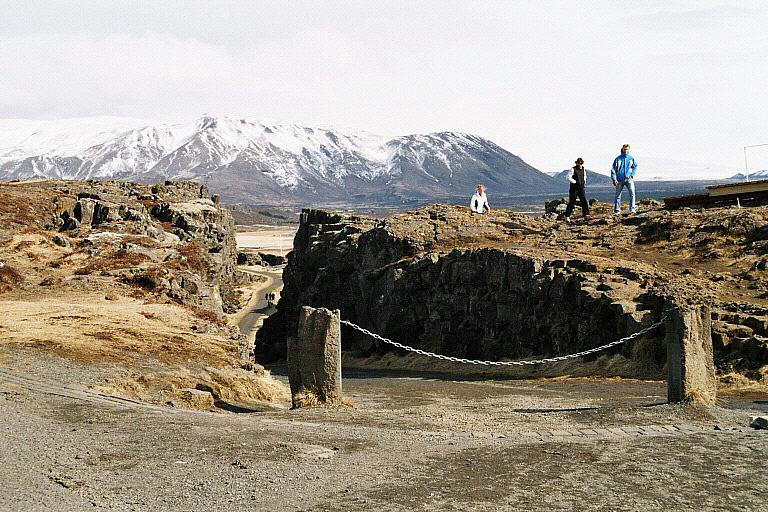
Miejsca, które odwiedził Vetter: Þingvellir...

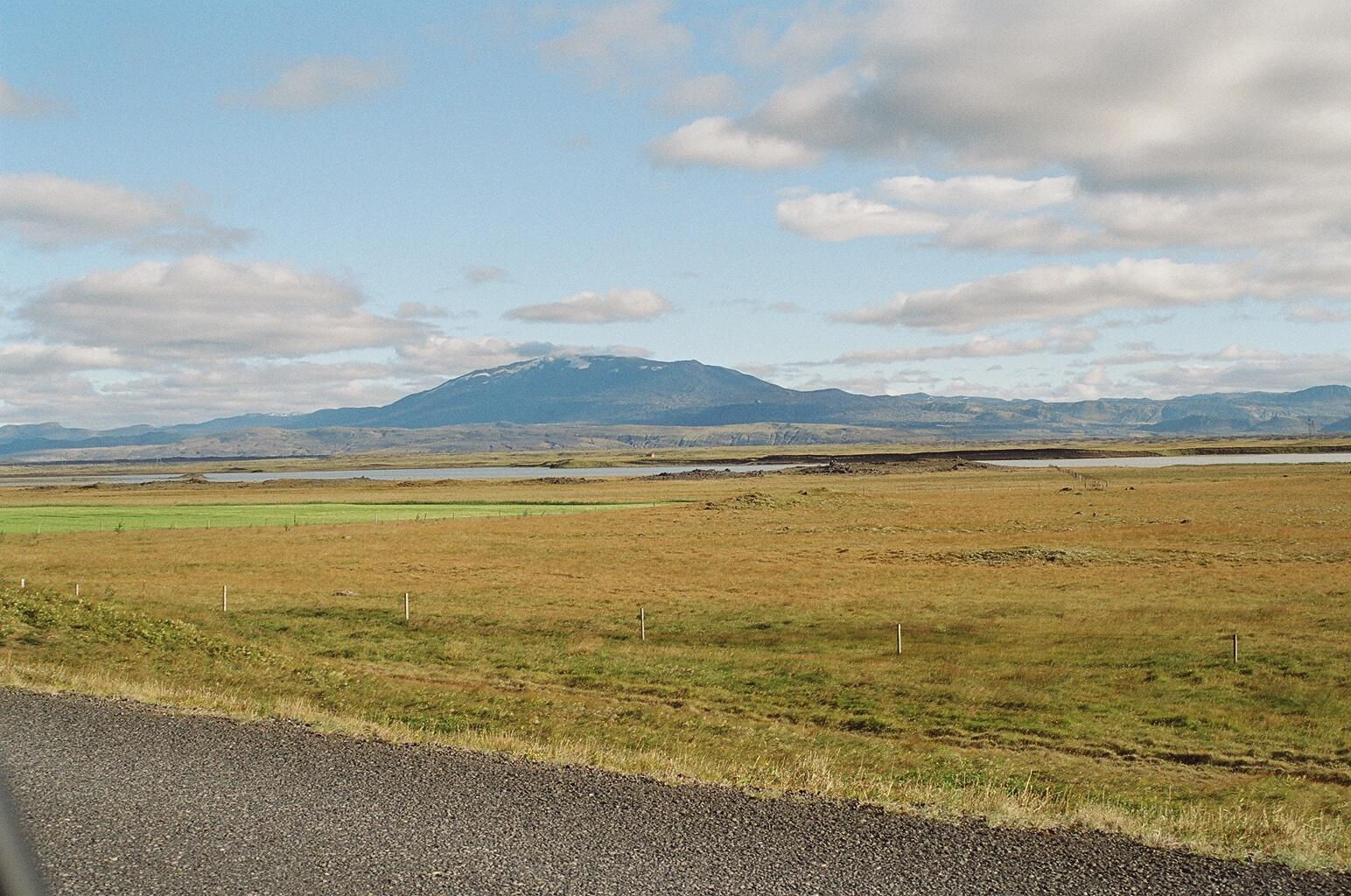
... i Hekla

Islandia albo Krótkie opisanie wyspy Islandii – opis podróży na Islandię autorstwa czeskiego drukarza Daniela Vettera (1592-1669), wydany po raz pierwszy w 1638 w języku polskim. Jest to najstarszy opis tej wyspy w języku polskim.
Vetter odwiedził zachodnią Islandię w 1613 jako 21-latek. Na wyspie spędził prawdopodobnie 9-11 tygodni, przejeżdżając kraj konno z południa na północ. Po drodze zatrzymał się m.in. w Þingvellir, gdzie uczestniczył w posiedzeniu islandzkiego parlamentu Althingu oraz w Skálholcie, ówczesnej siedzibie islandzkiego biskupa. W czasie podróży podziwiał również islandzkie wulkany Heklę i Snæfellsjökull.
Dzieło Vettera wydane zostało najpierw w języku polskim w Lesznie w 1638. Wzbudziło ono tak duże zainteresowanie, że wkrótce ukazały się wydania w języku niemieckim (1640) i w języku czeskim (prawdopodobnie około 1640, najstarsze potwierdzone z 1673). Przekład w języku duńskim ukazał się w 1859, a w islandzkim – dopiero w 1983 (Ísland. Ferðasaga frá 17. öld). Oryginał polskiego wydania przechowywany jest we wrocławskim Ossolineum.
Krótkie opisanie... obejmuje opisy islandzkiej przyrody i organizację życia społeczeństwa islandzkiego. Właściwa część dzieła, którą poprzedza wstęp i przedmowa autora, dzieli się na 15 rozdziałów:
1. O Imieniu tej wyspy, a czemu się tak zowie Islandia
2. O Nabożeństwie w Islandii i jakim je sposobem odprawują
3. O Zwierzchności i Rządzie którego w tej Ziemi swojej między sobą przestrzegają
4. O Sposobie Dnia i Nocy na tej Wyspie
5. O Pagórkach y Górach w Islandii
6. O Wodach w Islandii
7. O Zwierzętach w Islandii
8. O Ptastwie
9. O drogach w Islandii
10. O Sposobie Żywienia się w Islandii
11. O Domach w Islandii
12. O kondicji mieszkających abo obywatelów w Islandii
13. O wyspach około Islandii
14. O Rybach i Cudowyskach Morskich w Islandii
15. Zamknienie

Relacja Daniela Vettera stała się inspiracją do podróży oraz książki Piotra Milewskiego zatytułowanej „Islandia albo najzimniejsze lato od pięćdziesięciu lat”, która ukazała się nakładem wydawnictwa Świat Książki w listopadzie 2018 roku i otrzymała Nagrodę Magellana przyznawaną przez redakcję Magazynu Literackiego Кsiążki dla najlepszej książki podróżniczej 2018 r.